# Britton Chance
Britton Chance (* 24. Juli 1913 in Wilkes-Barre, Pennsylvania; † 16. November 2010 in Philadelphia) war ein US-amerikanischer Biochemiker und Biophysiker. Außerdem ist er Goldmedaillengewinner im Segeln bei den Olympischen Sommerspielen 1952.
Chance wuchs in Haverford auf und erfand noch als Jugendlicher eine neue automatische  Schiffssteuerung, die von General Electric weiterentwickelt wurde. Er studierte Chemie an der University of Pennsylvania, wo er 1935 seinen Bachelor-, 1936 seinen Master-Abschluss machte und 1940 in Physikalischer Chemie  promoviert wurde. 1942 wurde er ein zweites Mal an der Universität Cambridge in Biologie und Physiologie promoviert. Im Zweiten Weltkrieg arbeitete er an den MIT Radiation Laboratories an Radar und Bombenzielgeräten (wofür er 1950 das Certificate of Merit erhielt). Nach dem Zweiten Weltkrieg war er mehrere Jahre in Schweden am Nobel-Institut und in Cambridge. 1952 erhielt er einen D.Sc. in Cambridge. Er blieb an der University of Pennsylvania, wo er ab 1949 Professor für Biophysik  war und Direktor der Johnson Foundation. 1964 wurde er dort E. R. Johnson Professor für Biophysik und Physikalische Biochemie (später umbenannt in Biochemie und Biophysik), Eldridge Reeves Johnson Professor of Biophysik, Physikalische Chemie und Radiologische Physik  und 1977 University Professor. In den 1990er Jahren war er Direktor des Instituts für Biophysik und Biomedizinische Forschung und 1998 wurde er Präsident der Medical Diagnostic Research Foundation.
Chance beschäftigte sich mit Struktur und Funktion von Enzymen. Noch als Student entwickelte er einen Stopped-Flow-Apparat zum Studium von Enzymreaktionen, der noch heute verwendet wird. Damit wies er in Cambridge die Existenz des Enzym-Substrat-Komplexes nach. Er wies nach, dass der für viele biologische Prozesse (wie Photosynthese) wichtige Elektronentransfer auf quantenmechanischen Tunneln basierte. Später befasste er sich mit biomedizinischer Optik. Zum Beispiel benutzte er in den 1990er Jahren Nah-Infrarot-Techniken zur Diagnose von Brustkrebserkrankungen und war in den 1980er Jahren ein Pionier der Anwendung von NMR in der Medizin. Er erfand ein dual wavelength spectrophotometer und trug zur Entwicklung von Glucose-Messgeräten bei.
1950 wurde Chance mit dem Pfizer Award in Enzyme Chemistry ausgezeichnet. 1970 gewann er den H.P.-Heineken-Preis für Biochemie und Biophysik und 1972 einen Gairdner Foundation International Award. Er war Ehrendoktor in Buenos Aires, Rom (Tor Vergata), Düsseldorf, Kopenhagen, am Karolinska-Institut, der University of Pennsylvania, Medical College of Ohio, Semmelweis-Universität in Budapest, Helsinki und am Hahnemann Medical College in Philadelphia. Er erhielt die Franklin Medal des Franklin-Instituts und die Benjamin Franklin Medal der American Philosophical Society, deren Vizepräsident er war, sowie den Christopher Columbus Discovery Award in Biomedical Research der National Institutes of Health. Die Stellar-Chance Laboratories der University of Pennsylvania wurden 1995 teilweise nach ihm benannt.
Er war Mitglied der National Academy of Sciences (1954) und der American Academy of Arts and Sciences (1955). 1968 wurde er auswärtiges Mitglied der Königlich Schwedischen Akademie der Wissenschaften, 1970 zum korrespondierenden Mitglied der Bayerischen Akademie der Wissenschaften und 1971 zum Mitglied der Leopoldina gewählt. 1974 erhielt er die National Medal of Science. Ebenfalls seit 1974 war er "Auswärtiges Wissenschaftliches Mitglied" des damaligen Max-Planck-Institut für Ernährungsphysiologie und dessen Nachfolgeinstitut. Er war Fellow der American Physical Society und der SPIE (International Society for Optical Engineering), die einen Preis in biomedizinischer Optik nach ihm benannte. Die International Society for Oxygen Transport in Tissue (ISOTT) benannte ebenfalls einen Preis nach ihm.
1952 gewann er mit Edgar White, Michael Schoettle und Sumner White eine Goldmedaille im Segeln (5,5-m-R-Klasse) bei den Olympischen Sommerspielen in Helsinki. Auch später war Segeln seine Leidenschaft. Seine Yachten nannte er häufig nach seiner Entdeckung des Enzym-Substrat-Komplexes Complex.
Er war dreimal verheiratet, zuletzt 2010 mit Shoko Nioka, einer taiwanesischen Wissenschaftlerin, mit der er viele Jahre zusammenarbeitete, und hatte 16 Kinder und Stiefkinder.